# Лачин
Лачин (азер. Laçın, курд. Laçîn) или Бердзор (јерм. Բերձոր) јесте град у Азербејџану.

## Географија
Налази се у Закавказју, на левој обали реке Хакари, на југозападним падинама Карабашког венца, на путу Степанакерт - Горис, 60 км од Степанакерта.
Град заузима важан стратешки положај на једином путу који повезује енклаву Нагорно Карабах са Јерменијом.

## Политичко уређење
Према административно-територијалној подели Републике Азербејџан назива се Лачин и административно је средиште Лачинског рејона Азербејџана; према административно-територијалној подели непризнате Републике Арцах, која контролише град и суседне територије од средине маја 1992. године, назива се Бердзор и административни је центар Кашатаског рејона. 

## Историја
1923. године село Абдаљар које је овде постојало добило је статус града, који је 1926. преименован у Лачин (турски соко).
Почетком 1920-их, писмо Владимира Лењина Нариманову, азербејџанском бољшевичком револуционару и политичару, „подразумевало је да ће Лачин бити укључен у Азербејџан, али властима у Бакуу и Јеревану дата су обећања која су била неизбежно контрадикторна“.
Лачин је 7. јула 1923. године постао центар области Црвени Курдистан пре него што је премештен у Шушу. Област је укинута 8. априла 1929. године а курдске новине и школе су затворене.
Након тога постаје део новоформираног округа Карабах. Од 25. маја до 8. августа 1930 био је центар обновљеног Курдистанског округа, а након његовог поновног и дефинитивног укидања - центар новоформираног Лачинског рејона.
Лачин и околина били су места жестоких борби током рата у Нагорно-Карабаху 1990-1994, а град се није потпуно опоравио од разарања у рату. Лачин има значајну важност због Лачинског коридора, који повезује Јерменију са Нагорно-Карабахом.
У мају 1992. године, као резултат операције јерменских снага за подизање транспортне блокаде и отварање коридора за комуникацију Нагорно-Карабаха са Јерменијом, град је прешао под контролу Републике Арцах  и преименован је у Бердзор. Бердзор је 2. децембра 1993. године резолуцијом Президијума Врховног савета Републике Арцах добио статус административног центра Кашатаског рејона, успостављеног на територији слива реке Хакари (Лачински, Кубатлински, Зангелански рејони Азербејџана).

## Демографија
| Година | Популација | Етничке групе                                       | Извор           |
| ------ | ---------- | --------------------------------------------------- | --------------- |
| 1926.  | 435        | 37,7% Азери, 25,3% Курди, 15,2% Јермени, 13,1% Руси | Совјетски попис |
| 1939.  | 1.063      | 80,7% Азери, 11,6% Јермени, 6,4% Руси               | Совјетски попис |
| 1959.  | 2.329      | 94,5% Азери, 4,3% Јермени, 1% Руси                  | Совјетски попис |
| 1970.  | 4.990      | 95% Азери, 2,7% Руси и Украјинци, 1,1% Јермени      | Совјетски попис |
| 1979.  | 6.073      | 99,1% Азери                                         | Совјетски попис |
| 1989.  | 7.829      |                                                     | Совјетски попис |
| 2005.  | 2.190      | ~100% Јермени                                       | Попис РА        |
| 2015.  | 1.900      | ~100% Јермени                                       | Процена РА      |

## Галерија
- Лачин
- Лачин
- Јерменски споменик у Лачину у знак сећања на рат за Нагорно-Карабах
- Хачкар у Лачину
- Контролни пункт на Лачинском коридору